# Marcin Szamborski

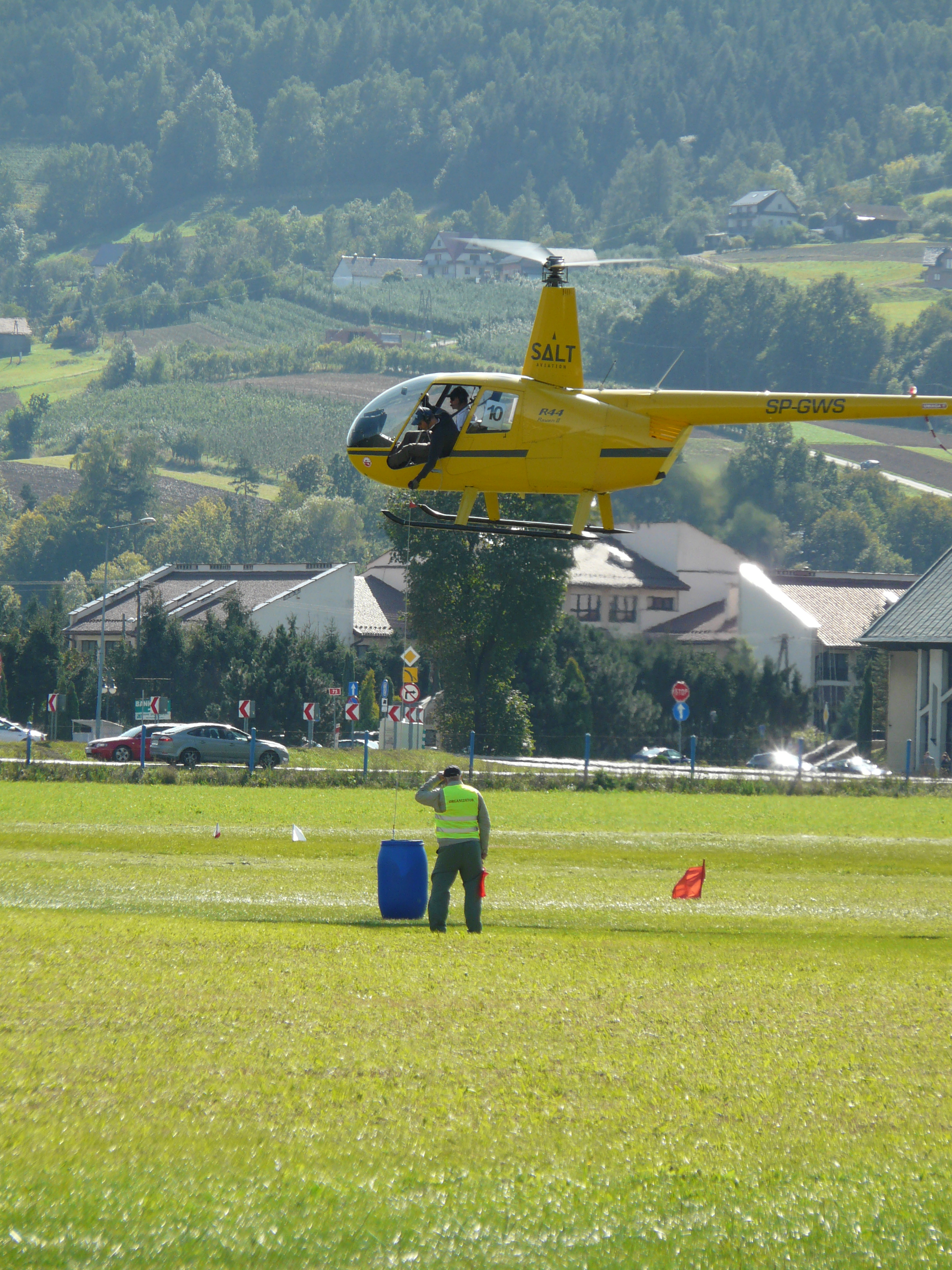
Bracia Marcin i Michał Szamborscy w czasie konkurencji fender rigging

Marcin Szamborski (ur. 1973) – polski zawodnik sportu śmigłowcowego, wicemistrz świata, członek polskiej śmigłowcowej kadry narodowej. Pierwszy Polak, który obleciał świat śmigłowcem.

## Życiorys
Marcin Szamborski uczęszczał do Liceum Ogólnokształcącego  w Piasecznie, kontynuował naukę w Szkole Wyższa Psychologii Społecznej. Marcin Szamborski był skoczkiem spadochronowym, przez dziesięć lat skakał na spadochronie na lotnisku Babice, wykonał 1200 skoków ze spadochronem. W późniejszym czasie zdobył licencję pilota samolotowego oraz śmigłowcowego, zdobył uprawnienia instruktora samolotowego, założył biznes - usługi lotnicze. Marcin Szamborski w czasie zawodów śmigłowcowych startuje wraz ze swoim bratem Michałem który pełni rolę operatora-obserwatora.   
Bracia Marcin i Michał Szamborscy w 2019 otrzymali wyróżnienie Cumulusy (kategoria Cumulus Sportowy) . Marcin Szamborski jako pilot latał na śmigłowcach Robinson R22, Robinson R44, R66 oraz Bell 407, jego całkowity nalot na śmigłowcach wynosi ok. 2500 godzin.
W czasie prac sportowej Komisji Śmigłowcowej (ang. Rotorcraft Commission) na  konferencjach Międzynarodowej Federacji Lotniczej (FAI) Marcin Szamborski uczestniczy w obradach i spotkaniach jako delegat Aeroklubu Polskiego. W 2018 pełnił także funkcję vice prezydenta Komisji Śmigłowcowej CIG w FAI (2016-2023),.

### Lot dookoła świata
Marcin Szamborski jako pilot uczestniczył w projekcie World Uround 2017. Jednym z celów projektu był lot dookoła świata śmigłowcem i ustanowienie rekordu na trasie przelotu. Lot odbył się śmigłowcem  Bell 407,  pilotami  byli  Maksim Sotnikow Marcin Szamborski oraz Natalia Sotnikowa (jako nawigator)  Michaił Mowszin (zmienił Natalię podczas lotu nad Atlantykiem). Lot dookoła świata rozpoczął się 7 kwietnia 2017, w ciągu 57 dni pokonali śmiglowcem 38 975 km. Lot rozpoczął się pod Moskwą, przebiegał przez Europę, nad półkulą północną przez Kamczatkę, Grenlandię w kierunku zachodnim w przeciwieństwie do poprzednich wypraw, które odbywały się w kierunku wschodnim. Piloci posiadali specjalne skafandry termiczne oraz tratwę ratunkową w razie awarii lub konieczności wodowania w morzu, śmigłowiec wyposażono w dodatkowy 400-litrowy zbiornik paliwa dla zwiększenia zasięgu.

## Osiągnięcia sportowe
- V Puchar Polski „Para Ski” - 3 miejsce (1999)[10],
- Śmigłowcowe Mistrzostwa Świata 2015 - 8 miejsce[11],
- Światowe Igrzyska Lotnicze w Dubaju - wicemistrz świata w sporcie śmigłowcowym 2015[12],
- Śmigłowcowe Mistrzostwa Świata 2018 w Mińsku - 4 miejsce drużynowe, w konkurencji nawigacja I miejsce[13],
- Helicopter World Cup w Łososinie Dolnej - 8 miejsce (2019) (polska reprezentacja, drużynowo - 3 miejsce)[14],
- World  Helicopter Rally, International Heli Race Champions -  I miejsce (2024)[15],